# مارك سميث (مؤرخ)
مارك سميث (بالفرنسية: Marc Smith؛ بالإنجليزية: Marc Smith) هو مؤرخ فرنسي وبريطاني، ولد في 25 يوليو 1963 في نيوكاسل أبون تاين في المملكة المتحدة.